# Desertoplusia
Desertoplusia is een geslacht van vlinders van de familie uilen (Noctuidae).

## Soorten
- D. bella Christoph, 1887
- D. paghmana Wiltshire, 1971